# COME ON! (斉藤和義の曲)
「COME ON!」（カモン!）は、2009年8月5日にSPEEDSTAR RECORDSから発売された斉藤和義37作目のシングル。

## 解説
前作から3ヶ月振りの新曲で、アルバム『月が昇れば』先行シングル。2011年11月中旬より東日本旅客鉄道（JR東日本）の東北新幹線全線開業1周年を記念した「行くぜ、東北。」キャンペーンCMソングとして使用されている。
MVにベーシスト役で大森南朋、ドラマー役で渋川清彦が出演している。斉藤が音楽プロデュースを手掛け、3月に公開された映画「フィッシュストーリー」に二人が出演していたことで斉藤自らオファーした。
C/W曲「愛の灯」はNHK総合『リミット-刑事の現場2-』エンディングテーマ。
「雪どけ」は忌野清志郎カバー。

## 収録曲
全作詞・作曲・編曲：斉藤和義（特記以外）
1. COME ON!（4:54）
2. 愛の灯（4:19）
3. 雪どけ（6:26）
  - 作詞・作曲：忌野清志郎

## 収録アルバム
COME ON!
- 月が昇れば
- 斉藤“弾き語り”和義 ライブツアー2009≫2010 十二月 in 大阪城ホール 〜月が昇れば 弾き語る〜

愛の灯
- 斉藤“弾き語り”和義 ライブツアー2009≫2010 十二月 in 大阪城ホール 〜月が昇れば 弾き語る〜

雪どけ
- アルバム未収録